# Aeroportul Barter Island LRRS
Aeroportul Barter Island LRRS (IATA: BTI, ICAO: PABA, FAA LID: BTI) este un aeroport din Barter Island⁠(d), Alaska, Statele Unite ale Americii. Aeroportul a fost tranzitat în 2019 de 6.076 de pasageri.
Situat la o altitudine de 1 m, aeroportul dispune de 1 pistă.

## Infrastructură

### Piste
Aeroportul dispune de o singură pistă. Pista 07/25 are suprafața de pietriș și dimensiunile 4.500 picioare × 100 picioare. 